# Lincoln County (Mississippi)
 For alternative betydninger, se Lincoln County. (Se også artikler, som begynder med Lincoln County)
Lincoln County er et county i den amerikanske delstat Mississippi. Lincoln County ligger i de sydøstlige del af delstaten og grænser mod Copiah County i nord, Lawrence County i øst, Walthall County i sydøst, Pike County i syd, Amite County i sydvest, Franklin County i vest og mod Jefferson County i nordvest.
Lincoln Countys totale areal er 1.523 km² hvoraf 6 km² er vand. I år 2000 havde Lincoln County 33.166 indbyggere. Det administrative centrum ligger i byen Brookhaven.
Lincoln County er opkaldt efter USAs 16. præsident Abraham Lincoln.
31°32′N 90°27′V / 31.54°N 90.45°V